# Ectropis prospila
Ectropis prospila là một loài bướm đêm trong họ Geometridae.